# Willbeforce Shihepo
Willbeforce Shihepo (ur. 9 stycznia 1983 roku w Onamahoka) – namibijski bokser wagi super średniej.

## Kariera zawodowa
Jako zawodowiec zadebiutował 6 grudnia 2003 roku, przegrywając z Sydwellem Mokhoro z Południowej Afryce.
23 grudnia 2006 roku zmierzył się z Ukraińcem Stanysławem Kasztanowem. Shihepo radził sobie nieźle, lecz został poddany w 4. rundzie na skutek rozcięć.
5 lipca 2007 roku niespodziewanie pokonał na punkty niepokonanego prospekta z Malawi Issaka Chilembę. Chilemba zrewanżował mu się w listopadzie tego samego roku, pokonując go na punkty również w 6 rundowym pojedynku.
W 2011 roku zdobył tytuł WBO Africa w wersji tymczasowej. Do 2012 roku, tymczasowy tytuł obronił dwukrotnie, przy czym został awansowany na pełnoprawnego posiadacza pasa.